# Altis
Pour pour le cycliste vidéaste, voir Altis Play.
Pour Altis, franchisé du groupe Carrefour dans le sud ouest de la France, voir Eroski.

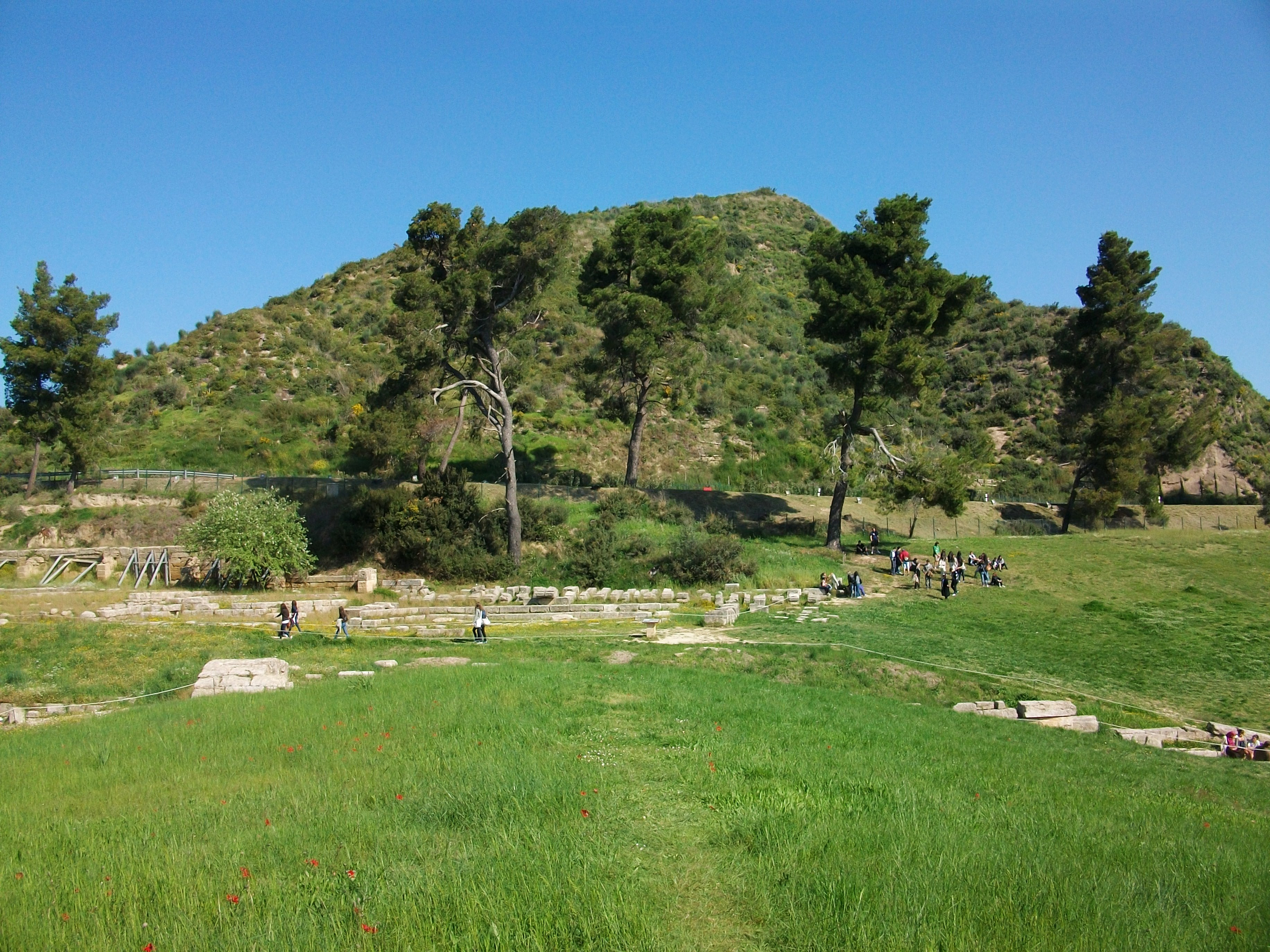
Vue du Mont Cronion, Olympie

L’Altis (grec ancien : Ἀλτις), nom venant de ἄλσος, alsos, signifiant « bois sacré », se trouvait dans le Péloponnèse, plus précisément sur une petite plaine de l'Élide, sur la rive droite de l'Alphée près de la cité de Pyrgos à environ 18 kilomètres de la mer Ionienne et au pied du Mont Cronion. Ce fut d'abord un modeste bois sacré où poussaient des platanes et oliviers, avec des autels et quelques primitives images du culte en forme de colonnes. À l'origine, on y honorait des divinités chtoniennes puis, par la suite, Héra et Zeus. Il semblait avoir été occupé de manière continue depuis le début du IIIe millénaire av. J.-C., et dans lequel se trouvait, situé au beau milieu, l'Autel de Zeus.
Sur ce site fut construit le centre religieux d'Olympie, un mur d’enceinte, le « péribole » délimitant l’espace sacré, l’Altis, de l’espace profane. Cette enceinte sacrée, de forme à peu près carrée, s'étendait entre les fleuves Alphée et  Cladéos ; on y trouvait les temples d'Héra, de Zeus et l'alignement des Trésors, ainsi que le grand autel de Zeus.
Altis est le nom de l'île principale du simulateur militaire ARMA III.